# Чифлик (Ловечская область)
Чифлик (болг. Чифлик) — село в Болгарии. Находится в Ловечской области, входит в общину Троян. Население составляет 350 человек.

## Политическая ситуация
В местном кметстве Чифлик, в состав которого входит Чифлик, должность кмета (старосты) исполняет Дачо Ангелов Дачев (Новое время (НВ)) по результатам выборов правления кметства.
Кмет (мэр) общины Троян — Минко Цочев Акимов (Граждане за европейское развитие Болгарии (ГЕРБ)) по результатам выборов в правление общины.